# ТМК Решица

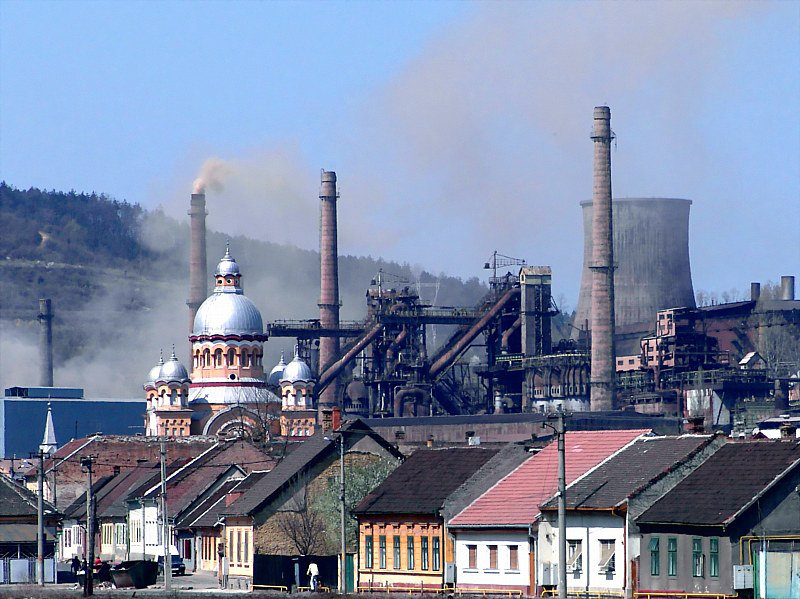
Вид на завод з міста. На передньому плані — житлові будинки і церква. Фото до 2000-х років.

45°17′40.9″ пн. ш. 21°54′10.4″ сх. д. / 45.294694° пн. ш. 21.902889° сх. д.
ТМК Решица (рум. TMK Reșița), в минулому — Решицький металургійний комбінат (рум. Combinatul Siderurgic Reşiţa) — металургійний завод в Румунії, у місті Решица. Основною продукцією заводу з 2000-х років є заготовки для трубпрокатного виробництва.
В 2009 році на заводі працювало 1166 працівників, в 2011 році — 800 працівників.
Теперішній завод «ТМК Решица» є залишком колишнього Решицького металургійного комбінату, заснованого як металургійний завод 1771 року, який свого часу став першим в країні комбінатом повного циклу і до 1960-х років посідав перше місце в країні за виробництвом металу.
1948 року з заводу було виокремлено Решицький машинобудівний завод (рум. Uzina Constructoare de Mașini Reșița, з 1973 року — Întreprinderea de Construcții de Mașini Reșița).

## Історія

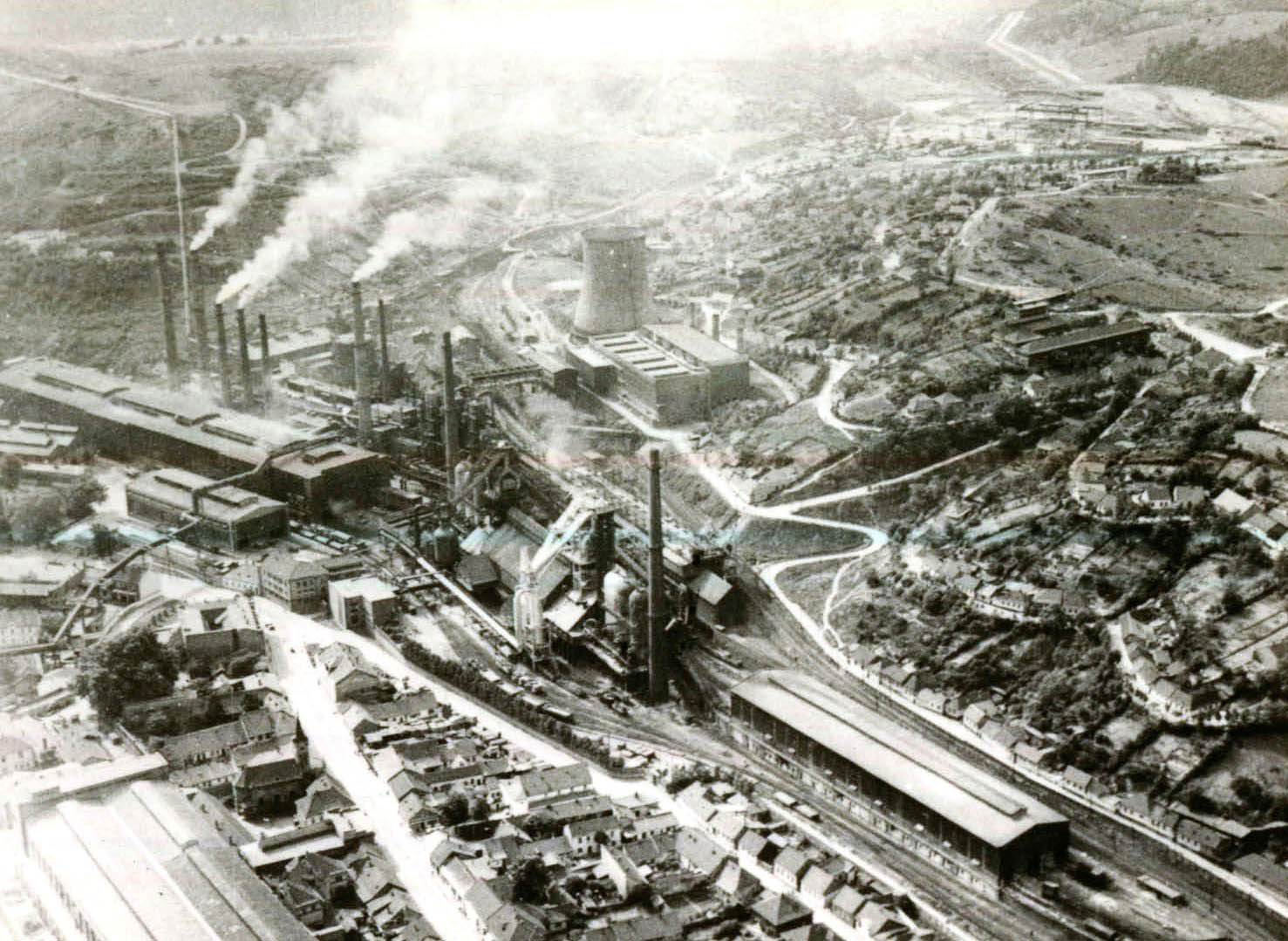
Решицький металургійний комбінат у 1970-х роках.

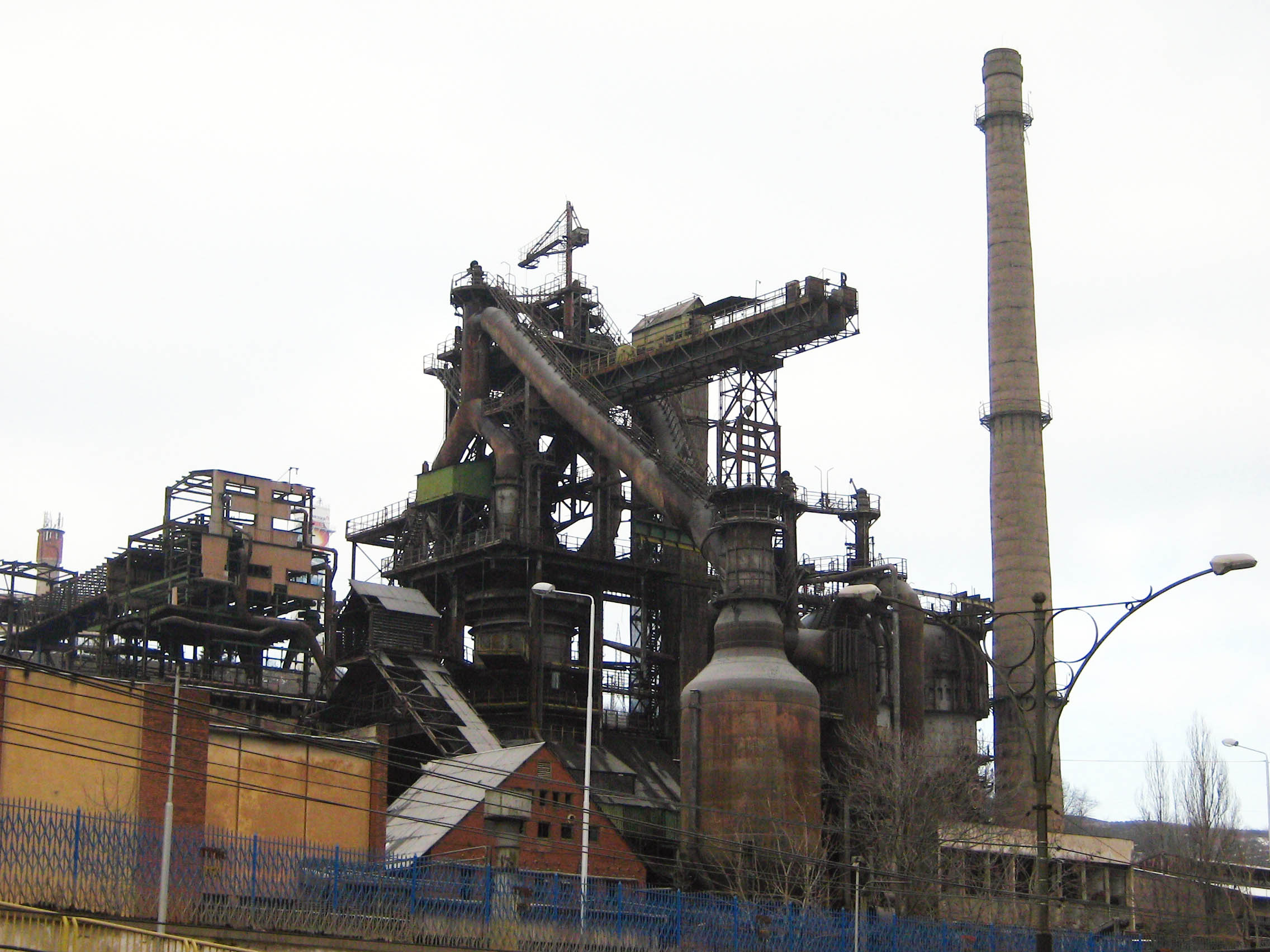
Доменна піч № 2.

Габсбурзька монархія, що володіла провінцією Банат у 18 столітті, була зацікавлена у розвитку металургії в ній і з 1769 року почала будівництво у Решиці доменних печей для виробництва чавуну. Завод бере свій початок з 3 липня 1771 року, коли було задуто першу доменну піч і введено в експлуатацію кричні горна. Спочатку на заводі основним була металообробка, однак на кінець 19 століття на заводі розвинулося машинобудування.
1815 року на заводі виробляли залізний прут, ободи для коліс, інструменти, сільськогосподарський реманент та різноманітне начиння для хатнього вжитку.
До 1855 року завод належав скарбниці Австрійської імперії, яка керувала заводом через Гірничий директорат Банату у місті Оравіца. 1855 року, коли імперія стикнулася з фінансовою кризою, завод було продано австрійському Товариству державної залізниці (нім. K.u.K Oberprivillegierte Staatseisenbahn Gesellschaft).
У 1960-х роках завод посідав перше місце в Румунії за виробництвом металу. Поступився цим місцем Галацькому металургійному комбінату, введеному в дію у 1966–1968 роках. 1973 року на комбінаті було вироблено 12% випущеного в країні металу.
Сировиною для комбінату слугували залізні руди родовища біля Окна-де-Ф'єр і коксівне вугілля, що його добували на шахтах Аніни, Понори, Доману і Секу. Спеціалізувався на випуску легованих і високоякісних вуглецевих сталей (1973 року їх частка склала 52% загального випуску сталі на комбінаті), прокату з легованої сталі (20%). Загалом вироблялося близько 120 марок сталі і близько 70 профілів прокату. Після реконструкції до складу комбінату входили коксовий завод, агломераційний завод, доменний цех з доменними печами об'ємом 700 м³, сталеплавильний цех і прокатний цех.
На початку 1990-х років на заводі працювало 10400 працівників. 1991 року було зупинено доменні печі заводу. У 2001–2002 роках було демонтовано доменну піч № 1, а залишену доменну піч № 2 було об'явлено пам'ятником промисловості.
У лютому 2004 року контрольний пакет акцій заводу були придбані російською Трубною металургійною компанією (ТМК), після чого підприємство отримало назву «ТМК Решица».